# Vrouwen Kunst Kollektief

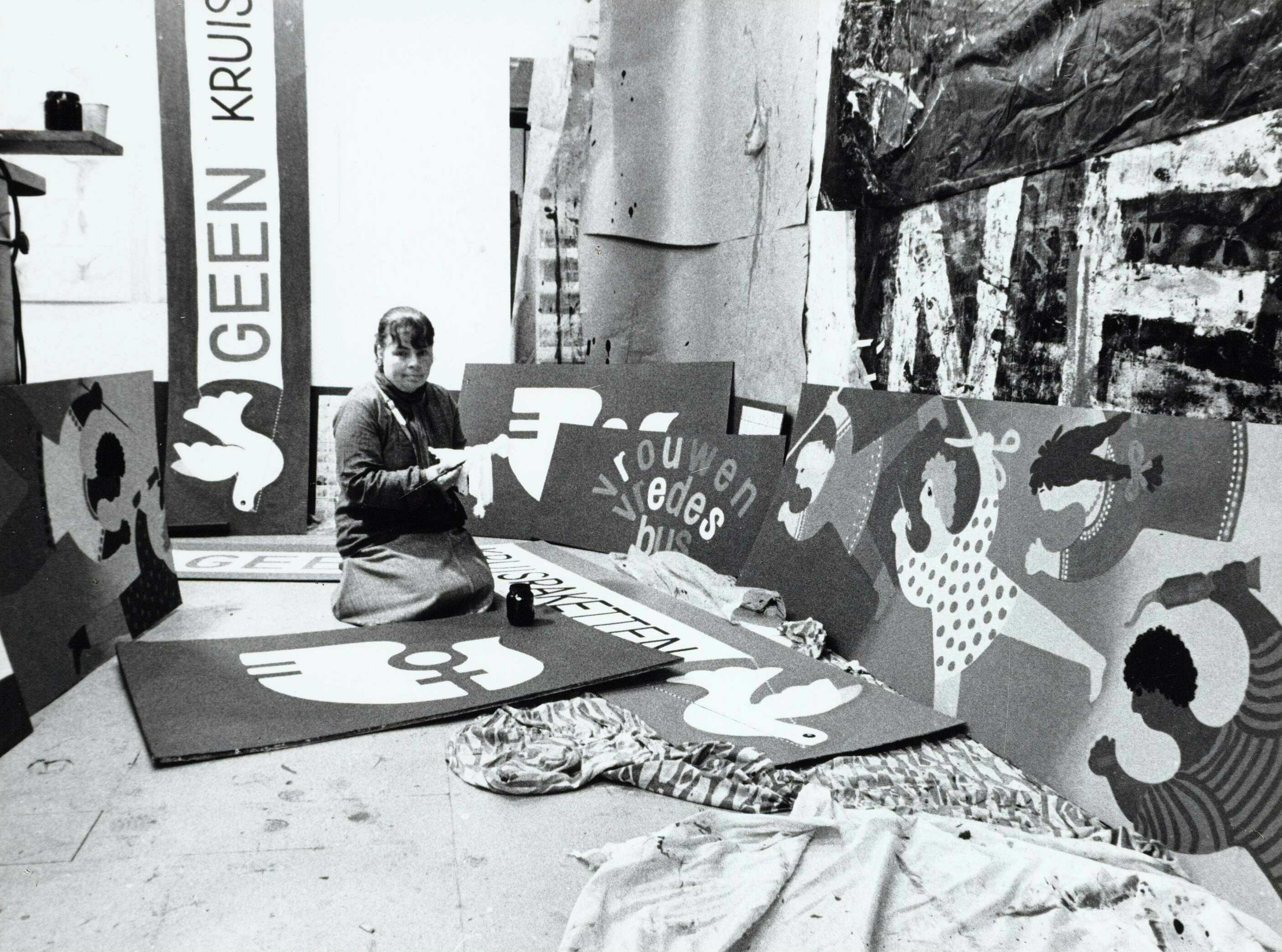
Het Vrouwen Kunst Collectief (Colette Metz) werkt aan de Vredesbus ter gelegenheid van de 5 mei viering, 1984.

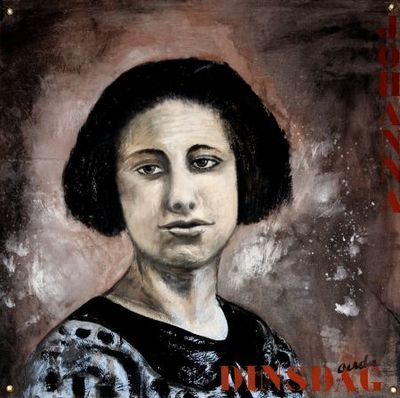
Portret van Johanna Slagter-Dingsdag, in opdracht van de Universiteit van Amsterdam (1985)

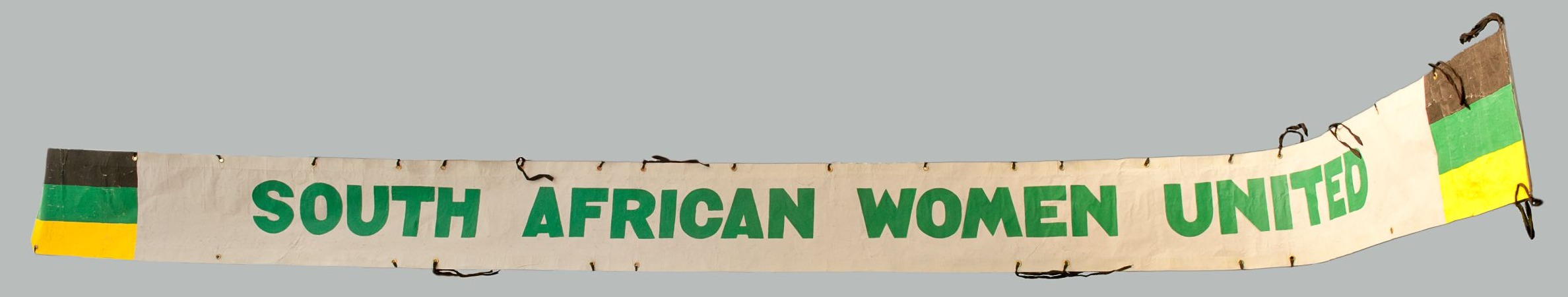
Spandoek South African Women United, gemaakt voor de Malibongwe-conferentie gehouden in Amsterdam (januari 1990)

Het Vrouwen Kunst Kollektief (1982-1992) was een Nederlands kunstenaarscollectief.

## Geschiedenis
Het Vrouwen Kunst Kollektief (VKK) werd opgericht naar aanleiding van de vredesdemonstratie op 21 november 1981 in Amsterdam, waaraan onder anderen Colette Metz en Gerda Roodenburg deelnamen. De kunstenaressen die zich aansloten bij de VKK wilden met hun kunst protesteren tegen de kernwapenwedloop, maar met het collectief ook elkaar steunen en stimuleren. Het was een vrouwelijke tegenhanger van het in 1978 opgerichte Februari-collectief. Er werden diverse groepstentoonstellingen gehouden en collectieve werkstukken gemaakt. Het VKK werkte voor diverse activiteiten, zoals vredesmanifestaties, samen met vrouwenorganisaties als Vrouwen voor Vrede en de Stichting Amazone.
Een van de projecten van het VKK was een serie van 21 vrouwenportretten voor de Universiteit van Amsterdam, waarbij vrouwen zouden worden gekozen die naam hadden gemaakt in de internationale strijd voor de vrouwenstrijd. Bij de uitvoering werden echter ook vrouwen gekozen die zich hadden ingezet voor onder andere arbeiders, strijd tegen apartheid en verzet tijdens de oorlog. Onder hen onder anderen Germaine Greer, Aletta Jacobs, Rosa Luxemburg, Johanna Slagter-Dingsdag en Clara Zetkin. De portretten werden in 1985, op Internationale Vrouwendag, tentoongesteld in Paradiso. Later dat jaar werden de portretten teruggekocht van de universiteit. Dankzij een subsidie van de gemeente Amsterdam kon het aantal portretten worden uitgebreid tot 35.
Vanaf 1986 werd er minder geëxposeerd, al werden er nog wel gezamenlijke werkstukken gemaakt. Ziekte en het overlijden van een aantal drijvende krachten achter het VKK zullen het einde van het collectief hebben ingeluid. Het archief van het VKK wordt beheerd door Atria.

## Exposities (selectie)
- 1982: Als vrouwen als moeders als kunstenaressen - alle kernwapens de wereld uit in het dorpshuis in Duivendrecht.
- 1982: Vrouwen tegen kernwapens in het Binnengasthuis, Amsterdam.
- 1983: Kunstenaressen tegen kernwapens, in Artotheek Noord, Amsterdam
- 1984: Nog steeds? Nog steeds!, bij Stichting Amazone, Amsterdam
- 1985: Beeldend Verzet, bij Stichting Amazone en de Melkweggalerie, Amsterdam
- 1985: Kunstenaressen in verzet - nu, Artotheek Oost, Amsterdam

## Leden (selectie)
- Rosa Baglio
- Ina Buisman-Bouman
- Mora du Castel
- Bibiana de Graaff
- Elly Holzhaus
- Toos Koedam
- Els van Leeuwen-Ritman
- Colette Metz-la Croix
- Sya de Nooyer
- Orit Pinto
- Gerda Roodenburg-Slagter
- Lydia Schildtwacht
- Nel Waller Zeper